# Conus moylani
Espèce
Statut de conservation UICN

 DD  : Données insuffisantes
Conus moylani est une espèce de mollusques gastéropodes marins de la famille des Conidae.
Comme toutes les espèces du genre Conus, ces escargots sont prédateurs et venimeux. Ils sont capables de « piquer » les humains et doivent donc être manipulés avec précaution, voire pas du tout.

## Distribution
Cette espèce est présente au large des îles Salomon. 

### Niveau de risque d’extinction de l’espèce
Selon l'analyse de l'UICN réalisée en 2011 pour la définition du niveau de risque d'extinction, cette espèce est actuellement connue par quelques individus de Guadalcanal. Il est nécessaire d'obtenir plus d'informations sur son statut taxonomique, sa distribution complète, sa population, son écologie et les menaces possibles.. 160 ; Cette espèce est inscrite comme insuffisamment documentée jusqu'à ce que l'on en sache plus.

## Taxonomie

### Publication originale
L'espèce Conus moylani a été décrite pour la première fois en 2000 par le malacologiste belge André Delsaerdt,.

### Synonymes
- Kioconus (Ongoconus) moylani (Delsaerdt, 2000) · non accepté